# Mittelbach (Ansbach)
Mittelbach (fränkisch: Midlba) ist ein Gemeindeteil der kreisfreien Stadt Ansbach (Mittelfranken, Bayern). Mittelbach liegt in der Gemarkung Elpersdorf bei Ansbach.

## Geografie
Das Dorf liegt am Mittelbach, einem linken Zufluss des Käferbachs, der links in die Altmühl fließt. Nördlich des Ortes liegen die Geißäcker, 0,75 km südlich die Steinäcker und 0,75 km westlich liegt der Mühlbuck. Eine Gemeindeverbindungsstraße führt zur Staatsstraße 2248 (0,6 km südöstlich) bzw. zu einer Gemeindeverbindungsstraße (0,3 km nördlich), die die Staatsstraße 1066 kreuzend nach Höfen (1 km nordwestlich) bzw. zu einem Kreisverkehr der Staatsstraße 2248 verläuft, über den man nach Dautenwinden gelangt (1,7 km östlich).

## Geschichte
Der Ort wurde 1324 als „Mittelbach“ erstmals urkundlich erwähnt. Der Ortsname bedeutet Siedlung am mittleren Bach. Das Dorf ist nach seiner Lage an dem Bach benannt, der in der Mitte zwischen Käfer- und Esbach fließt.
Im Salbuch des Fürstentums Ansbach von 1684 wurden für Mittelbach 13 Mannschaften verzeichnet mit folgenden Grundherren: Stiftsamt Ansbach (7), das eichstättische Stiftskapitel Herrieden (2), die Herren von Eyb zu Wiedersbach (3) und die Pfarrei Neunkirchen (1). Das Hochgericht und die Dorf- und Gemeindeherrschaft übte das brandenburg-ansbachische Hofkastenamt Ansbach aus.
Gegen Ende des 18. Jahrhunderts gab es in Mittelbach 16 Anwesen. Das Hochgericht übte das Hofkastenamt Ansbach aus. Die Dorf- und Gemeindeherrschaft hatte das Stiftsamt Ansbach. Grundherren waren das Fürstentum Ansbach (Hofkastenamt Ansbach: 1 Gut; Stiftsamt Ansbach: 2 Höfe, 3 Halbhöfe, 2 Köblergüter, 2 Söldengüter, 1 Gütlein), das Stiftskapitel Herrieden (1 Hof, 1 Köblergut) und das Rittergut Rammersdorf der Herren von Eyb (1 Halbhof, 1 Köblergut, 1 Söldengut). Neben den Anwesen gab es noch kommunale Gebäude (Hirtenhaus, Brechhaus). Von 1797 bis 1808 unterstand der Ort dem Justiz- und Kammeramt Ansbach.
Im Rahmen des Gemeindeedikts wurde Mittelbach dem 1808 gebildeten Steuerdistrikt Elpersdorf und der 1811 gegründeten Ruralgemeinde Elpersdorf zugeordnet. In der freiwilligen Gerichtsbarkeit unterstanden drei Anwesen von 1820 bis 1842 dem Patrimonialgericht Wiedersbach-Rammersdorf.
Am 1. Juli 1972 wurde Mittelbach im Zuge der Gebietsreform in Bayern in die Stadt Ansbach eingegliedert.

## Einwohnerentwicklung
| Jahr      | 001806 | 001818 | 001840 | 001861 | 001871 | 001885 | 001900 | 001925 | 001950 | 001961 | 001970 | 001987 |
| Einwohner | 94     | 91     | 86     | 110    | 119    | 132    | 104    | 107    | 161    | 121    | 122    | 118    |
| Häuser    | 18     | 18     | 20     |        |        | 21     | 21     | 19     | 19     | 24     |        | 26     |
| Quelle    | [ 14 ] | [ 15 ] | [ 16 ] | [ 17 ] | [ 18 ] | [ 19 ] | [ 20 ] | [ 21 ] | [ 22 ] | [ 23 ] | [ 24 ] | [ 1 ]  |

## Religion
Mittelbach war ursprünglich nach St. Vitus (Neunstetten) gepfarrt. Seit der Reformation (1528) ist der Ort evangelisch-lutherisch geprägt und nach St. Laurentius (Elpersdorf bei Ansbach) gepfarrt. Die Einwohner römisch-katholischer Konfession sind heute nach St. Ludwig (Ansbach) gepfarrt.